# Namps-Maisnil
Namps-Maisnil [nɑ̃ps mɛnil] est une commune française située dans le département de la Somme, en région Hauts-de-France.

## Géographie

### Localisation
Namps-Maisnil est une commune picarde de l'Amiénois.
Limitrophe de Conty, la localité est située à 10 km au nord-est de Poix-de-Picardie, 16 km au sud-ouest d'Amiens, 38 km au sud-est d'Abbeville et à 41 km au nord de Beauvais.
Le territoire de la commune est limitrophe de ceux de neuf communes.
Les communes limitrophes sont  Bacouel-sur-Selle, Conty, Creuse, Frémontiers, Moyencourt-lès-Poix, Prouzel, Quevauvillers, Revelles et Ô-de-Selle.

### Hydrographie
La commune est située dans le bassin Artois-Picardie. Elle n'est drainée par aucun cours d'eau.

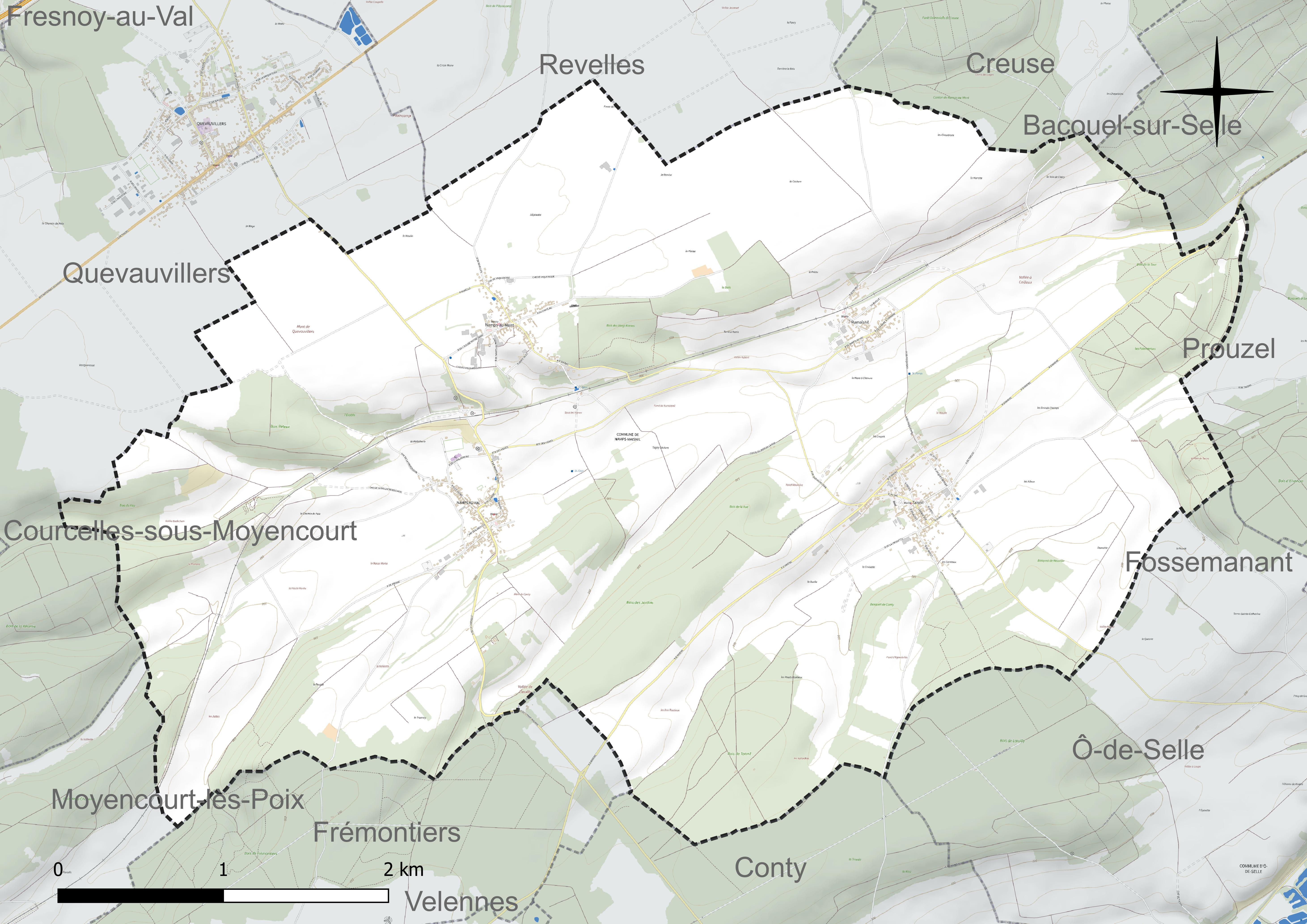
Réseau hydrographique de Namps-Maisnil.

### Climat
Pour des articles plus généraux, voir Climat des Hauts-de-France et Climat de la Somme.
En 2010, le climat de la commune est de type climat océanique dégradé des plaines du Centre et du Nord, selon une étude du CNRS s'appuyant sur une série de données couvrant la période 1971-2000. En 2020, Météo-France publie une typologie des climats de la France métropolitaine dans laquelle la commune est exposée à un climat océanique et est dans une zone de transition entre les régions climatiques « Nord-est du bassin Parisien » et « Côtes de la Manche orientale ».
Pour la période 1971-2000, la température annuelle moyenne est de 10,3 °C, avec une amplitude thermique annuelle de 13,7 °C. Le cumul annuel moyen de précipitations est de 731 mm, avec 12,1 jours de précipitations en janvier et 8,3 jours en juillet. Pour la période 1991-2020, la température moyenne annuelle observée sur la station météorologique la plus proche, située sur la commune de Glisy à 23 km à vol d'oiseau, est de 11,1 °C et le cumul annuel moyen de précipitations est de 646,6 mm,. Pour l'avenir, les paramètres climatiques de la commune estimés pour 2050 selon différents scénarios d'émission de gaz à effet de serre sont consultables sur un site dédié publié par Météo-France en novembre 2022.

## Urbanisme

### Typologie
Au 1er janvier 2024, Namps-Maisnil est catégorisée commune rurale à habitat dispersé, selon la nouvelle grille communale de densité à sept niveaux définie par l'Insee en 2022.
Elle est située hors unité urbaine. Par ailleurs la commune fait partie de l'aire d'attraction d'Amiens, dont elle est une commune de la couronne,. Cette aire, qui regroupe 369 communes, est catégorisée dans les aires de 200 000 à moins de 700 000 habitants,.

### Occupation des sols
L'occupation des sols de la commune, telle qu'elle ressort de la base de données européenne d'occupation biophysique des sols Corine Land Cover (CLC), est marquée par l'importance des territoires agricoles (68,8 % en 2018), une proportion identique à celle de 1990 (68,8 %). La répartition détaillée en 2018 est la suivante : 
terres arables (67,1 %), forêts (25,7 %), zones urbanisées (5,5 %), prairies (1,7 %). L'évolution de l'occupation des sols de la commune et de ses infrastructures peut être observée sur les différentes représentations cartographiques du territoire : la carte de Cassini (XVIIIe siècle), la carte d'état-major (1820-1866) et les cartes ou photos aériennes de l'IGN pour la période actuelle (1950 à aujourd'hui).

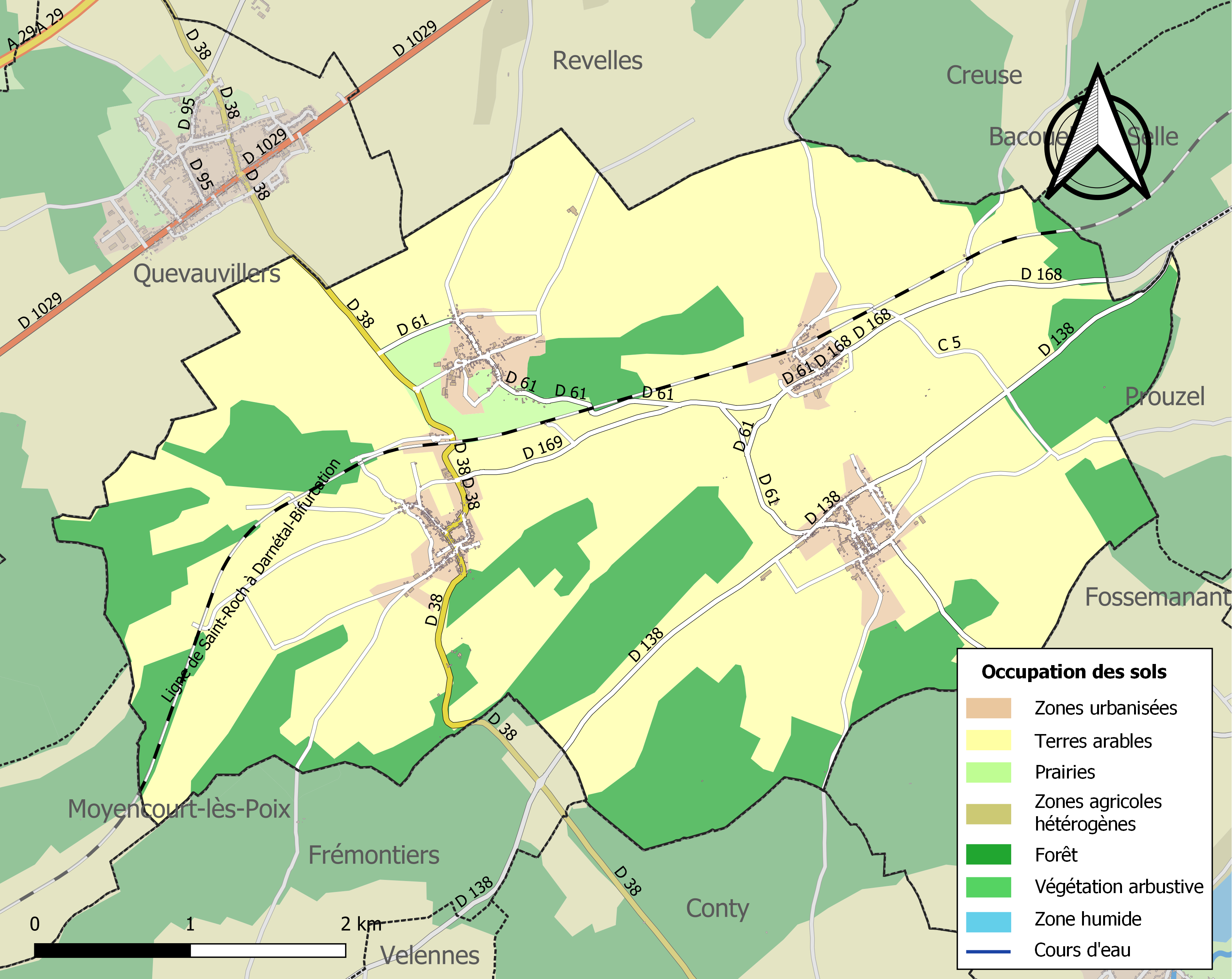
Carte des infrastructures et de l'occupation des sols de la commune en 2018 (CLC).

### Lieux-dits, hameaux et écarts
Les anciennes communes de Namps-au-Mont, Namps-au-Val, Rumaisnil et Taisnil sont regroupées, le 28 décembre 1972, formant la commune de Namps-Maisnil.

### Voies de communication et transports
Elle est desservie par la gare de Namps-Quevauvillers, sur la ligne Amiens - Rouen (desserte TER Normandie et TER Picardie), elle est accessible par l'ancienne nationale 29 (actuelle RD 1029).
En 2019, la localité est desservie par les lignes d'autocars du réseau interurbain Trans'80 Hauts-de-France.

## Toponymie
Néo-toponyme issu des noms des anciennes communes de Namps-au-Mont, Namps-au-Val, Rumaisnil et Taisnil

Maisnil est issu de l'oïl mesnil « habitation rurale , ferme , manoir ».
Namps-au-Mont est attesté sous les formes Nantum (1170) ; Nanz (1150) ; Nans (1150) ; Nansin monte (1235) ; Nemus montis (1259) ; Nans-Vinont (1337) ; Namps (1425) ; Namps-au-Mont (1648) ; Nausaumont (1638) ; Nampsaumont (1757).
Namps-au-Val est attesté sous les formes Nans (1145-1146) ; Nans in valle (1259) ; Nans au Val (1301) ; Namps-au-Val (1648) ; Nampsauval (1757).
Rumaisnil est attesté sous les formes Riemaisnil (1124) ; Reneletmesnil (1164-1190) ; Rehermaisnil (1184) ; Remaisnil (1184) ; Riesmaisnil (1203) ; Rainelet-Mesnil (1190) ; Raineri Menesius ; Rumaisnil (1301) ; Raimaisnil (XVIe siècle) ; Pugniville (1638) ; Rumelnit (1648) ; Regnivil (1657) ; Romesnil (1698) ; Rumesnil (1657) ; Rumenil (1761) ; Rumenil-sous-Tagny (1781).
Taisnil est attesté sous les formes Taisny (1150) ; Tanny… ; Tagnacum… ; Taisniacum (1170) ; Thaisny (1236) ; Tainni (1274) ; Tigny (1579) ; Tagny (1657) ; Tagni (1733) ; Traisnil (1753) ; Taisnil (1757) ; Tagny-Voutaisnil (1781).

## Histoire
Des vestiges de villa gallo-romaine ont été retrouvés sur la commune.
Les villages dépendirent de plusieurs seigneuries d'Ancien Régime : Namps-au-Mont relevant de Famechon, Namps-au-Val de Rumaisnil (relevant elle-même de Picquigny), et Taisnil était une pairie de la châtellenie de Picquigny.
Namps-au-Val eut une activité industrieuse forte, puisque les trois frères Fouré acquirent en 1876 une machine à vapeur permettant de créer une fabrique de chaises. Cette entreprise fut connue sous le nom de Retourné-Mille en 1897, puis Retourné et Cie en 1912. Cette entreprise, qui fabriqua jusqu'à 600 pièces par jour, ferma en 1972.
En 1972, les quatre villages se regroupent administrativement pour constituer la commune de Namps-Maisnil.

## Politique et administration

### Rattachements administratifs et électoraux
La commune se trouve dans l'arrondissement d'Amiens du département de la Somme. Pour l'élection des députés, elle fait partie depuis 2012 de la quatrième circonscription de la Somme.
Elle faisait partie depuis 1793 du canton de Conty. Dans le cadre du redécoupage cantonal de 2014 en France, la commune est intégrée au canton d'Ailly-sur-Noye.

### Intercommunalité
La commune était membre de la  communauté de communes du canton de Conty, créée par un arrêté préfectoral du 23 décembre 1996, et qui s'est substituée aux syndicats préexistants tels que le SIVOM et le SIVU de la coulée verte. Cette intercommunalité est renommée communauté de communes du Contynois en 2015, à la suite de la disparition du canton.
Dans le cadre des dispositions de la loi portant nouvelle organisation territoriale de la République du 7 août 2015, qui prévoit que les établissements publics de coopération intercommunale (EPCI) à fiscalité propre doivent avoir un minimum de 15 000 habitants, la préfète de la Somme propose en octobre 2015 un projet de nouveau schéma départemental de coopération intercommunale (SDCI) qui prévoit la réduction de 28 à 16 du nombre des intercommunalités à fiscalité propre du département.
Ce projet prévoit la « fusion des communautés de communes du Sud-Ouest Amiénois, du Contynois et de la région d'Oisemont », le nouvel ensemble de 37 412 habitants regroupant 120 communes,. À la suite de l'avis favorable de la commission départementale de coopération intercommunale en janvier 2016, la préfecture sollicite l'avis formel des conseils municipaux et communautaires concernés en vue de la mise en œuvre de la fusion.
La communauté de communes Somme Sud-Ouest, dont est désormais membre la commune, est ainsi créée au 1er janvier 2017.

### Liste des maires
| Période                                  | Période                       | Identité          | Étiquette | Qualité                                                                            |
| ---------------------------------------- | ----------------------------- | ----------------- | --------- | ---------------------------------------------------------------------------------- |
| Les données manquantes sont à compléter. |                               |                   |           |                                                                                    |
| mars 1977                                | mars 2008                     | Michel Delamare   |           | agriculteur retraité                                                               |
| mars 2008                                | 2014                          | Patrice Letalle   |           |                                                                                    |
| mars 2014                                | En cours (au 13 juillet 2020) | Catherine d'Hoine |           | Vice-présidente de la CC Somme Sud-Ouest (2020 → ) Réélue pour le mandat 2020-2026 |

Pour le mandat 2020-2026, ont été élus maires délégués des anciennes communes :
- Marc Deforceville pour Taisnil ;
- Fabien Hamot, pour Rumaisnil ;
- David Lainé, pour Namps-au-Mont[31].

## Population et société

### Démographie
L'évolution du nombre d'habitants est connue à travers les recensements de la population effectués dans la commune depuis 1793. Pour les communes de moins de 10 000 habitants, une enquête de recensement portant sur toute la population est réalisée tous les cinq ans, les populations de référence des années intermédiaires étant quant à elles estimées par interpolation ou extrapolation. Pour la commune, le premier recensement exhaustif entrant dans le cadre du nouveau dispositif a été réalisé en 2005.

En 2022, la commune comptait 1 014 habitants, en évolution de +2,32 % par rapport à 2016 (Somme : −1,26 %, France hors Mayotte : +2,11 %).
| 1793 | 1800 | 1806 | 1821 | 1831 | 1836 | 1841 | 1846 | 1851 |
| ---- | ---- | ---- | ---- | ---- | ---- | ---- | ---- | ---- |
| 376  | 395  | 509  | 502  | 506  | 460  | 457  | 430  | 454  |

| 1856 | 1861 | 1866 | 1872 | 1876 | 1881 | 1886 | 1891 | 1896 |
| ---- | ---- | ---- | ---- | ---- | ---- | ---- | ---- | ---- |
| 449  | 435  | 654  | 420  | 379  | 363  | 362  | 344  | 336  |

| 1901 | 1906 | 1911 | 1921 | 1926 | 1931 | 1936 | 1946 | 1954 |
| ---- | ---- | ---- | ---- | ---- | ---- | ---- | ---- | ---- |
| 356  | 354  | 320  | 293  | 276  | 276  | 295  | 293  | 290  |

| 1962 | 1968 | 1975 | 1982 | 1990 | 1999  | 2005  | 2006  | 2010  |
| ---- | ---- | ---- | ---- | ---- | ----- | ----- | ----- | ----- |
| 311  | 306  | 836  | 890  | 970  | 1 002 | 1 016 | 1 018 | 1 010 |

| 2015 | 2020  | 2022  | - | - | - | - | - | - |
| ---- | ----- | ----- | - | - | - | - | - | - |
| 997  | 1 010 | 1 014 | - | - | - | - | - | - |

### Enseignement
En matière d'école primaire, chacune des quatre anciennes communes avait conservé son école.
Un centre périscolaire a été construit en 2014 à Namps-Maisnil. En mars 2018, une nouvelle école de quatre classes ouvre pour la centaine d'élèves, regroupant toutes les activités en un seul lieu. Les anciens locaux scolaires ont été reconvertis : la classe de  Taisnil est devenue une bibliothèque associative, celle de Namps-au-Mont devient la mairie-annexe de ce village celle de Namps-au-Val devient la mairie de la commune et l'agence postale communale, la mairie-annexe de Taisnil utilise l'ancien préau,.
Le collège de Conty accueille les élèves du secteur.

### Cultes
Par décision de l'évêque d'Amiens, depuis le 1er janvier 2003, la commune de Namps-Maisnil dépend de la paroisse Saint-Simon du Molliénois.

## Culture locale et patrimoine

### Lieux et monuments

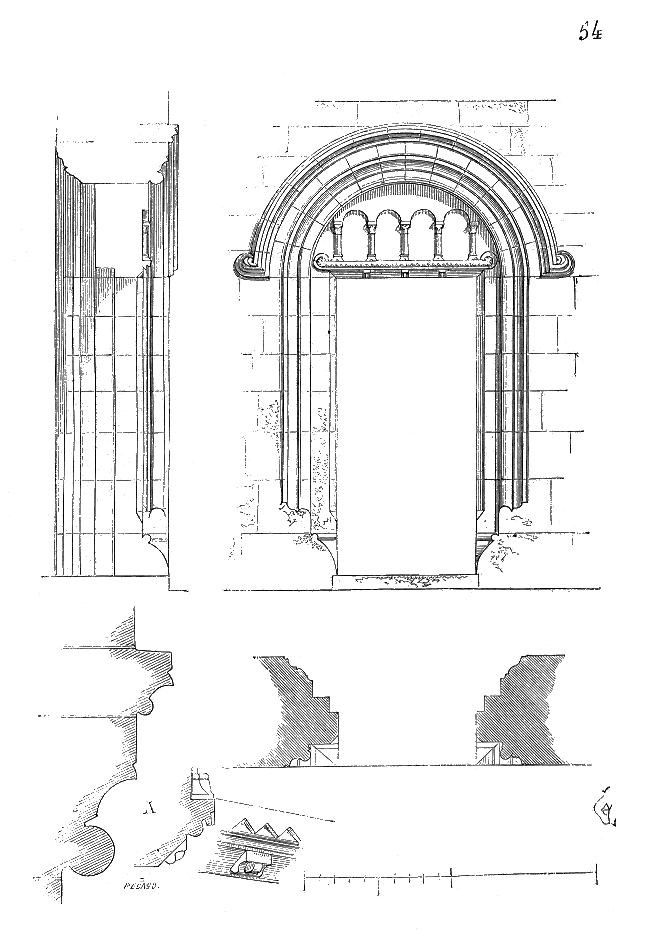
Porte de l'église Saint-Martin de Namps-au-Val, levé par Viollet-le-Duc.
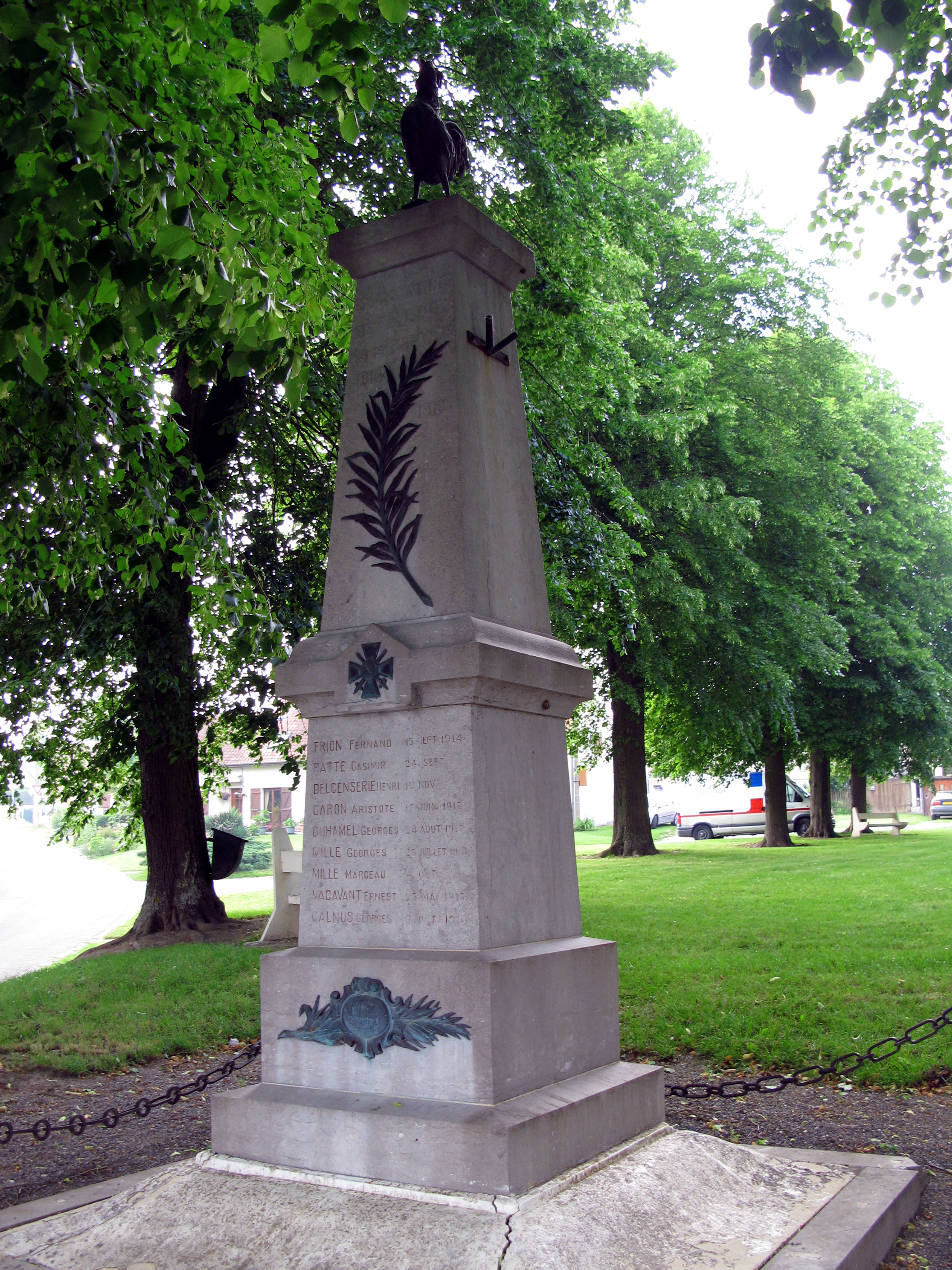
À Taisnil, le monument aux morts se dresse face à l'église.
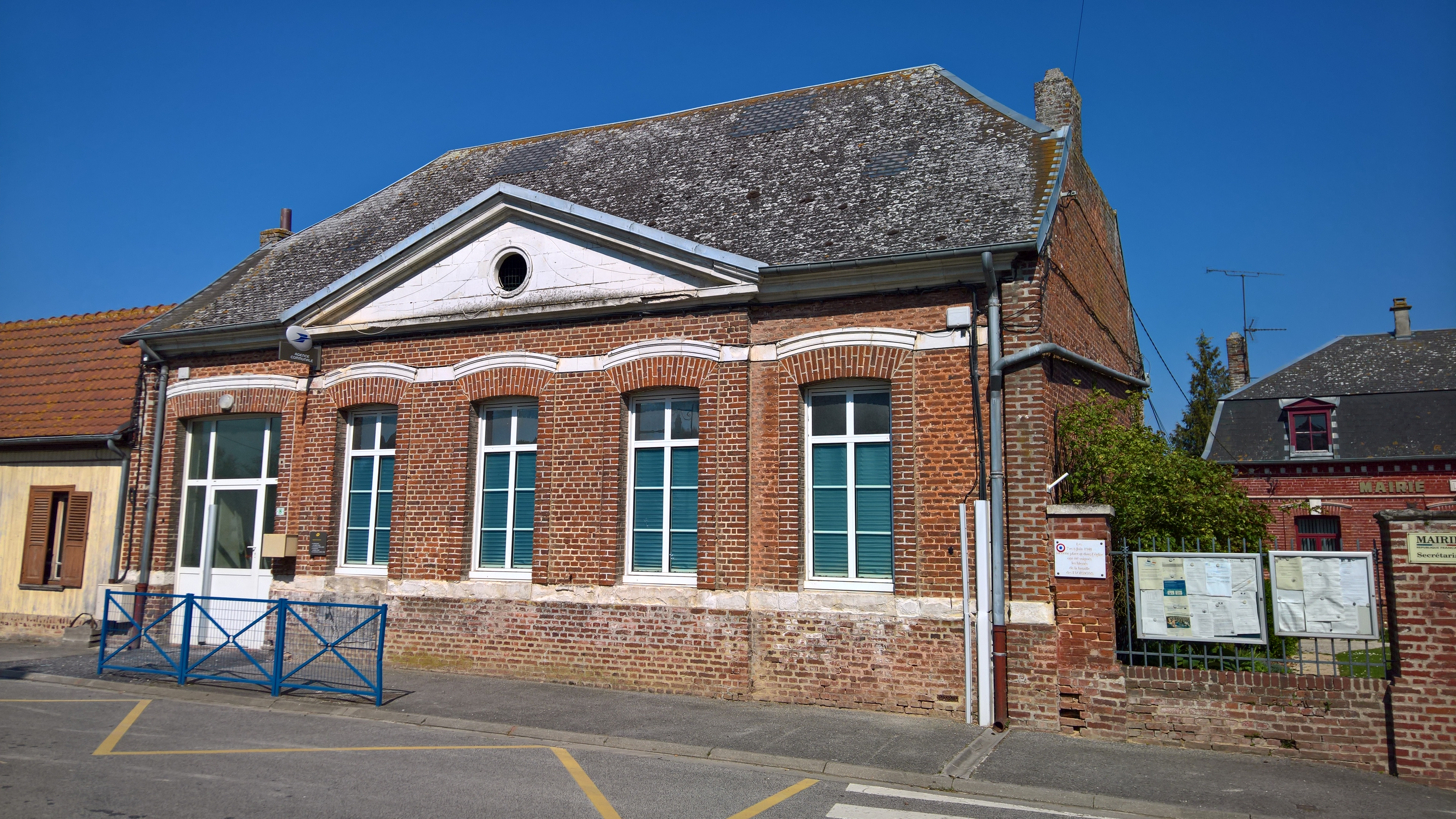
L'école, Namps-au-Val.

- Monument aux morts de Taisnil.

#### Patrimoine religieux
- L'église Saint-Martin de Namps-au-Val, du XIIe siècle (restaurée au XIXe siècle est classée monument historique dès 1846), avec un clocher carré, une nef couverte en charpente, et le chœur voûté d'ogives[38].
- L'église Saint-Martin de Taisnil.
- L'église Notre-Dame de Namps-au-Mont.
- L'église Notre-Dame de Rumaisnil.
- La chapelle Notre-Dame-du-Bon-Secours à Namps-au-Val. Autrefois en torchis, dédiée à Notre-Dame de la Délivrance, elle est reconstruite en 1892, en bas de la route de Conty. Au-dessus de la porte : « Fondavit pietas, Redificavit charitas », « Fondée par piété, réédifiée par charité »[39].

#### Patrimoine civil
- Le château de Namps-au-Mont, construit par Meneslée-Hiacinthe de Bonnaire vers 1760-1765, en pierre, couvert en ardoise et entouré d'un parc. Le château de Namps-au-Mont est inscrit aux Monuments Historiques depuis 1976[40],[41] et est la propriété des Vassart d'Andernay ;
- Le château de Taisnil en brique et pierre : un corps de logis flanqué de deux ailes terminées par des pavillons[23] ;
- L'ancienne usine de meubles Retourné-Mille[42] ;
- Le cimetière militaire de Namps-au-Val, où sont inhumés 424 soldats, pour la plupart tués en mars-avril 1918, durant la Première Guerre mondiale, 326 soldats britanniques, 24 canadiens, 57 australiens, 1 sud-africain, 16 français y reposent ainsi qu'un militaire français de la Seconde Guerre mondiale[24],[43].